# フランク・アルネセン
フランク・アルネセン（Frank Arnesen、1956年9月30日 - ）は、デンマーク出身の元サッカー選手、サッカー指導者。元デンマーク代表。ポジションはMF。現PSVアイントホーフェン監査役員。

## 経歴

### 選手時代
アルネセンはFremad Amagerで選手キャリアをスタートさせるが、チームメイトのセーレン・レアビーと共に1975年12月にオランダのアヤックス・アムステルダムへ移籍。4ヶ月後の1976年3月7日のFCユトレヒト戦でリーグデビューを飾った。アヤックスに在籍した6年間で3度のリーグ制覇（1977年、1979年、1980年）と1度のKNVBカップ制覇、1980年のUEFAチャンピオンズカップではベスト4進出（この大会を制するノッティンガム・フォレストに敗退）に貢献した
1981年にスペインのバレンシアCFへ移籍。RSCアンデルレヒトを経て1985年11月にアヤックスのライバルであるPSVアイントホーフェンへ移籍。同郷のレアビーやヤン・ハインツェらと共にリーグ3連覇（1986年、1987年、1988年）、1988年のKNVBカップ制覇に貢献、また1987-88シーズンのUEFAチャンピオンズカップ優勝を経験するが、決勝のSLベンフィカ戦は怪我により出場は成らなかった。
デンマーク代表としては1977年のスウェーデンとの親善試合で代表デビューを飾る。1984年のUEFA欧州選手権では3得点を挙げベスト4進出に貢献、1986年のFIFAワールドカップ・メキシコ大会にも出場するなど、1987年に代表から退くまで国際Aマッチ52試合出場14得点を記録した。

### 引退後
引退後は1991年から1993年まで古巣のPSVで、ボビー・ロブソン監督のアシスタントコーチを務め、1994年からは同クラブのスポーツディレクターに就任した。アルネセンはPSVのスポーツディレクターとして10年間を過ごしブラジルのロナウド、オランダ国内からヤープ・スタム、ルート・ファン・ニステルローイ、アリエン・ロッベンら多くの選手を発掘した。
2004年5月からはデビッド・プリートの後任としてトッテナム・ホットスパーFCのディレクターに就任。選手移籍と新人選手の発掘に関する責任者となった。監督のジャック・サンティニが個人的な事情を理由に数ヶ月でクラブを退団すると、後任にはコーチのマルティン・ヨルを監督に抜擢した。
2005年6月、チェルシーFCのロマン・アブラモヴィッチオーナーが所有するヨットに乗っている所を地元紙にスクープされ、アルネセンの獲得に乗り出している事が明らかとなった。これに対しチェルシーのジョゼ・モウリーニョ監督（当時）は異議を唱えたが、助言を求められたデ・ヴィッセル（嘗てロナウドやロマーリオをスカウトした責任者であり、アルネセンの上司にあたる。フース・ヒディンクを招聘できた人物）はアブラモヴィッチに獲得を勧めた。その後、同月24日にトッテナム側に対し、チェルシー側が500万ポンドを支払う事で合意に達しチェルシーへと移籍する事になった。チェルシーではサロモン・カルーやジョン・ミケル・オビの獲得に重要な役割を果たした。2010年11月27日に辞任。
2011年2月20日、ハンブルガーSVのスポーツディレクターに就任。2011-12シーズンはチェルシーでのコネクションを生かし、マイケル・マンシェン、ジェフリー・ブルマ、スロボダン・ライコヴィッチ、ギョクハン・トレなどといった期待の若手を多数獲得した。同年9月19日にミヒャエル・オエニンク監督が解任され、暫定的に指揮を執っていたロドルフォ・カルドーソ・アシスタントコーチはコーチライセンスを持っていないため、10月10日から16日までの1週間アルネセンが暫定監督として指揮を執った。